# Borrelia lusitaniae
Espèce
Borrelia lusitaniae est l'une des nombreuses espèces de borrélies (genre de bactéries spirochètes, du groupe des bactéries gram-négatives) connu pour infecter diverses espèces de vertébrés et d'invertébrés (tiques en particulier).
L'écologie, le réservoir et la répartition de ce « genospecies » récemment découvert sont encore mal cernées.
Parmi une trentaine de borrélies connues, elle peut causer (rarement semble-t-il) l'une des variantes de la maladie de Lyme.

## Épidémiologie
En tant que maladie (borréliose), ce pathogène a d'abord été étudié dans le modèle animal (souris de laboratoire dans ce cas).
Puis il a été découvert chez l'Homme (après qu'on a d'abord considéré qu'il n'était pas infectieux pour l'humain).

Ce spirochète a été isolé - pour la première fois chez une patiente humaine de 46 ans, vivant dans la région de Lisbonne, au Portugal ; elle présentait des lésions cutanées sur la cuisse gauche perdurant depuis environ 10 ans, et les tests ont montré une réponse sérologique faible (phénomène fréquent chez un pourcentage élevé des patients victimes de la maladie de Lyme avec des réponses peu spécifiques et des manifestations cutanées de longue durée),), au début des années 2000,,), éventuellement en co-infection avec d'autres borrélioses ou d'autres parasitoses véhiculées et transmises par le vecteur qui semble dans la plupart des cas être la tique, ce qui peut compliquer le diagnostic, et le traitement.
Les conditions écoépidémiologiques de développement de cette zoonose sont encore mal cernés.

## Définition, classification
Attention, l'expression Borrelia burgdorferi  désigne parfois tout le complexe bactérien des borrelias (une trentaine de bactéries du genre Borrelia, dont quatre au moins sont pathogènes pour l'homme (et responsables de différentes formes de la maladie de Lyme).
En théorie, pour éviter toute confusion, il faut dans ce cas parler de Borrelia burgdorferi ls (ls ou lato sensu signifiant « au sens large » en latin). Ceci est dû au fait que la première de ces bactéries découverte était B burgdorferi qui prédomine très largement aux États-Unis, alors que Borrelia afzelii prédomine en Asie, et semble localement fréquente en Europe de l'Ouest (dans la Meuse en France par exemple), au moins depuis deux décennies.
La souche type est dite « PotiB2 ».

## Vecteur et hôte-réservoir
Les borrélies semblent le plus souvent être transmises par des tiques. Dans ce cas, le vecteur principal pourrait être la tique Ixodes ricinus.
L'espèce réservoir semble être les lézards de la famille des Lacertidae, mais la bactérie semble aussi pouvoir être périodiquement disséminée par les oiseaux migrateurs, et peut-être par les chiens et chats quand ceux-ci acquièrent et transportent des tiques à partir d'une zone infectée (pour d'autres souches, des chiens et chats infectés se sont montrés être des réservoirs potentiels toute leur vie pour la bactérie), ce processus semblant toutefois peu efficaces pour la fondation de nouvelles populations durablement viables ailleurs que dans les zones d'origines (selon les premières analyses de génétique des populations).
Les larves de tiques de première génération ne semblent s'infecter par B. lusitaniae qu'en se nourrissant sur des lézards et non sur d'autres vertébrés. Les nymphes peuvent ensuite se nourrir sur des animaux migrants sur de longue distance (cerf, oiseaux) qui ne sont pas réputés être des espèces-réservoir compétentes pour toutes les espèces de borrélies induisant la maladie de Lyme. Selon les données disponibles, seules les larves et nymphes se nourrissant du sang et de la chair de lézards pourraient contribuer à durablement entretenir le cycle de B. lusitaniae. En d'autres termes la capacité de dispersion de B. lusitaniae susceptibles d'infecter des humains serait liée aux capacités (assez faibles dans la nature) de migration de lézards.

## Phylogéographie – origine, prévalence
B. lusitaniae  a été trouvée distribuée dans tous les pays d'Europe et d' Afrique du Nord mais c'est la seule borréliose de Lyme à ce jour identifiée au sud du Portugal, ce qui laisse penser qu'elle pourrait être originaire du Portugal (où elle a été identifiée pour la première fois en 1993 chez des lézards), et aurait ensuite étendu son aire de répartition à plusieurs grandes régions de l'Europe et d'Afrique du Nord.
Les lézards hôtes incluent le lézard de sable et de lézard des murailles connus pour former des populations très phylogeographiquement structurées (avec des migrations et échanges génétiques limités entre populations géographiquement isolées) qui semblent associés à des sous-évaluations de B. lusitaniae variant sur des distances géographiques courtes (dans le sud du Portugal) en raison d'une répartition des populations et d'une dynamique de population des lézards méditerranéen qui sont très parapatriques ; laissant penser que les gènes de B. lusitaniae ont peu circulé dans le passé (ce qui pourrait avoir changé avec le développement du tourisme et une mobilité accrue des populations, du commerce).
Au sein d'une métapopulation dont l'ampleur exacte n'est pas encore connue, plusieurs sous-populations de B. lusitaniae ont été identifiées ; avec au moins sept souches de B. lusitaniae sp isolés à partir de tiques de l'espèce Ixodes ricinus prélevées dans divers lieux du Portugal, de Tunisie et du Maroc, de République tchèque, de Moldavie, d'Ukraine et de Biélorussie,.
Les populations locales ont probablement divergé par vicariance à l'occasion du changement climatique qui a accompagné puis suivi la dernière glaciation, générant par exemple de nouvelles barrières écologiques entre Mafra et Grândola.
Dans les pays du nord ou de l'ouest de l'Europe, B. lusitaniae est rarement détectée, et n'a été retrouvée que sur quelques sites seulement où cette bactérie infecte bien moins souvent les tiques que sur le pourtour de Méditerranée ; Ainsi au Maroc et en Tunisie de 96,6 à 100 % des espèces de Borrelia présentes chez les lézards victimes de borrélioses étaient Borrelia lusitaniae.

## Symptômes
Outre des symptômes peu spécifiques (fréquents dans les cas de borréliose de Lyme, selon les données disponibles pour l'infection humaine, ils peuvent évoquer une vasculite

## Pathogénicité et infectivité
Sous réserve de données nouvelles, elle est encore mal cernée chez l'homme ou d'autres mammifères.
Les profils plasmidiques de souches de B. lusitaniae vont généralement de 19kb à 76kb.
Chez B. lusitaniae, le nombre de plasmides est plus faible que chez d'autres borrélies infectant l'Homme.
Compte tenu du fait que la plupart des gènes de virulence de Borrelia connus sont situés sur des plasmides, dont des gènes codant les protéines OspC, Erps et CRASP, une moindre présence génétiques de ces gènes chez les souches connues de B. lusitaniae pourrait indiquer une moindre infectivité ; ce que confirmerait le fait que seuls deux isolats humains aient été à ce jour détectés au Portugal (soit 0,04 cas pour 100 000 habitants) alors que le nombre de taux de tiques infectées par cette bactérie est très élevé.